# Madoka Natsumi
Madoka Natsumi är en japansk längdskidåkare född 1978, som har tävlat på internationell nivå sedan 1995. 
Hennes bästa individuella resultat i ett världsmästerskap är en femteplats, vilket inträffade under VM i Sapporo 2007 i damernas sprint. Hennes bästa individuella placering i ett OS är en tolfteplats i damernas sprint 2002 i Salt Lake City. Den bästa världscupplaceringen är från damernas sprint i Stockholm under 2008.